# Jan Martinek
Jan Martinek, niekiedy występujący jako Jan Martynek (ur. 1862 w Mostach koło Jabłonkowa, zm. 1 lutego 1920 w Ogrodzonej) – polski nauczyciel i działacz społeczny.

## Życiorys
Absolwent seminarium nauczycielskiego w Cieszynie. Od 1881 pracował jako nauczyciel w Istebnej. Doprowadził tam do założenia Kółka Rolniczego. W 1897 przeniósł się do Ogrodzonej, gdzie w 1912 został kierownikiem miejscowej szkoły. Był współzałożycielem Związku Spółek Rolniczych w Księstwie Cieszyńskim i członkiem Polskiego Towarzystwa Pedagogicznego na Śląsku Cieszyńskim. Publikował artykuły o m.in. rolnictwie i sadownictwie na łamach "Rolnika Śląskiego".